# Янково
Я́нково (болг. Янково) — село в Шуменській області Болгарії. Входить до складу общини Смядово.

## Населення
За даними перепису населення 2011 року у селі проживали 700 осіб.
Національний склад населення села:
| Національність   | Кількість осіб | Відсоток |
| ---------------- | -------------- | -------- |
| турки            | 459            | 66,8%    |
| болгари          | 224            | 32,6%    |
| Всього відповіли | 687            |          |

Розподіл населення за віком у 2011 році:
Динаміка населення: